# دابسون (یکا)
یکای دابسون (به اختصار: DU) یک یکای اندازه‌گیری گازهای ردیابی‌شده در هواکره است. این یکا معمولاً برای اندازه‌گیری غلظت مولکول‌های اوزون موجود لایه اوزون که در لایه استراتوسفر هواکره جای‌دارد، استفاده می‌شود.